# Joachim Fest
Joachim Clemens Fest (8. prosince 1926 Berlín – 11. září 2006 Kronberg im Taunus) byl německý historik a žurnalista.

## Životopis
Vystudoval historii, germanistiku, sociologii a dějiny umění v Freiburgu, Frankfurtu nad Mohanem a v Berlíně.
Jedná se o autora publikací z oblasti historie, které se věnují dějinám Třetí říše či německému protinacistickém odboji. Pracoval též v řadě médií, např. Norddeutscher Rundfunk či v letech 1973 až 1993 v Frankfurter Allgemeine Zeitung.
Na přelomu 80. a 90. let se zapojil do diskuse historiků ohledně postavení druhé světové války a holocaustu v dějinách, ve které podporoval názory německého historika Ernsta Nolteho. Krátce před svou smrtí kritizoval Güntera Grasse, který se přiznal k tomu, že sloužil jako dobrovolník u Waffen SS. Předmětem Festovy kritiky nebylo samotné Grassovo členství v jednotkách Waffen SS, ve kterých Fest také ke konci války bojoval, ale skutečnost, že Grass jiné za jejich nacistickou minulost kritizoval a snažil se vůči nim vystupovat jako morální autorita.
Spolupracoval i na scénáři filmu Pád Třetí říše

## Dílo
- Das Gesicht des Dritten Reiches. Profile einer totalitären Herrschaft. Mnichov, Piper 1963, ISBN 3-492-21842-3.
- Hitler. Eine Biographie. Frankfurt a. M., Propyläen 1973, ISBN 3-549-07172-8
- Aufgehobene Vergangenheit. Portraits und Betrachtungen. Stuttgart, Deutsche Verlags-Anstalt 1981, ISBN 3-421-06085-1
- Die unwissenden Magier. Über Thomas und Heinrich Mann. Berlin, Siedler 1985, ISBN 3-88680-160-8
- Der tanzende Tod. Über Ursprung und Formen des Totentanzes vom Mittelalter bis zur Gegenwart. Und sechsunddreißig Zeichnungen zum gleichen Thema ‚in spe‘ von Horst Janssen. Lübeck, Lucifer 1986, ISBN 3-923475-09-8.
- Im Gegenlicht. Eine italienische Reise. Berlín, Siedler 1988; Neuausgabe: Reinbek, Rowohlt 2004, ISBN 3-498-02092-7.
- Der zerstörte Traum. Vom Ende des utopischen Zeitalters. Berlín, Siedler 1991, ISBN 3-88680-335-X.
- Wege zur Geschichte. Über Theodor Mommsen, Jacob Burckhardt und Golo Mann, předmluva Christian Meier, Zürich, Manesse 1992 ISBN 3-7175-8197-X
- Die schwierige Freiheit. Über die offene Flanke der offenen Gesellschaft. Siedler, Berlín 1993, ISBN 3-88680-530-1.
- Staatsstreich. Der lange Weg zum 20. Juli. Berlín 1994, ISBN 3-88680-539-5.
- Fremdheit und Nähe. Von der Gegenwart des Gewesenen. Stuttgart, DVA 1996, ISBN 978-3-421-05028-1.
- Speer. Eine Biographie. Berlín, Alexander-Fest-Verlag 1999, ISBN 3-8286-0063-8.
- Horst Janssen. Selbstbildnis von fremder Hand. Berlín, Fest 2001, ISBN 3-8286-0158-8
- Das Ende der Utopien. Der zerstörte Traum / Die schwierige Freiheit. Btb (Siedler Taschenbuch) 2000, ISBN 3-442-75516-6
- Der Untergang. Hitler und das Ende des Dritten Reiches. Berlín, Alexander-Fest-Verlag 2002, ISBN 3-8286-0172-3.
- Begegnungen. Über nahe und ferne Freunde. Reinbek bei Hamburg, Rowohlt Verlag, září 2004, ISBN 3-498-02088-9 (Obsažené portréty: Ernst F.W. Kiefer, Hannah Arendtová, Sebastian Haffner, Ulrike Meinhofová, Dolf Sternberger, Wolf Jobst Siedler, Arnulf Baring, Golo Mann, Joachim Kaiser, Rudolf Augstein, Johannes Gross, Horst Janssen, Hugh R. Trevor-Roper, Henning Schlüter, Hans Pels-Leusden)
- Der lange Abschied vom Bürgertum. Joachim Fest und Wolf Jobst Siedler im Gespräch mit Frank A. Meyer. Berlín, wjs-Verlag 2005, ISBN 3-937989-10-2.
- Die unbeantwortbaren Fragen. Notizen über Gespräche mit Albert Speer zwischen Ende 1966 und 1981. Reinbek, Rowohlt 2005, ISBN 3-498-02114-1
- Ich nicht. Erinnerungen an eine Kindheit und Jugend. Reinbek, Rowohlt 2006, ISBN 3-498-05305-1.
- Bürgerlichkeit als Lebensform. Reinbek, Rowohlt März 2007, ISBN 3-498-02118-4
- Nach dem Scheitern der Utopien. Reinbek, Rowohlt September 2007, ISBN 3-498-02119-2

## Ocenění
- 1996 – Literární cena Friedricha Schiedela